# Старі Стребки
Старі Стребки (рос. Старые Стребки) — присілок в Спас-Деменському районі Калузької області Російської Федерації.
Населення становить 12 осіб. Входить до складу муніципального утворення Село Лазинки.

## Історія
Від 2004 року входить до складу муніципального утворення Село Лазинки

## Населення
| 2002 | 2007 | 2010 |
| ---- | ---- | ---- |
| 13   | ↘8   | ↗12  |